# Жеврень
Жеврены (рум. Jevreni) — село в Криулянском районе Молдавии. Относится к сёлам, не образующим коммуну.

## География
Село расположено на высоте 35 метров над уровнем моря.

## Население
По данным переписи населения 2004 года, в селе Жеврень проживает 1388 человек (662 мужчины, 726 женщин).
Этнический состав села:
| Национальность | Число жителей | Процентный состав |
| -------------- | ------------- | ----------------- |
| молдаване      | 1341          | 96,61             |
| румыны         | 33            | 2,38              |
| русские        | 9             | 0,65              |
| украинцы       | 5             | 0,36              |
| Всего          | 1388          | 100 %             |